# Aguinaldo (musique)
 (janvier 2025).
Pour les articles homonymes, voir Aguinaldo.
L'aguinaldo est un genre de musique folklorique portoricaine et vénézuélienne, populaire dans plusieurs pays d'Amérique latine qui se base sur les chants de Noël espagnols, traditionnellement chanté à Noël et pendant les fêtes de fin d'année. La musique aguinaldo est souvent interprétée par des parrandas - des groupes de personnes, souvent des membres de la famille ou des amis, qui vont de maison en maison en chantant.

## Instrument
Les instruments utilisés sont principalement les maracas et les tambours.

## Exemple
Parmi les aguinaldos populaires, se trouvent Burrito Sabanero (Venezuela), El Asalto (Porto Rico), Feliz Navidad (Porto Rico) et De la Montaña Venimos (Porto Rico).